# Versões do F-4 Phantom II
O McDonnell Douglas F-4 Phantom teve inúmeras versões e denominações. Foi exportado para onze países e foi o único avião a servir ao mesmo tempo a Marinha, a Força Aérea e o Corpo de Fuzileiros dos Estados Unidos. 50 anos apôs ter iniciado a sua carreira, ainda está no activo em algumas Forças Armadas.

## Variantes
|                                                      | F-4C       | F-4D              | F-4E       | F-4G         |
| ---------------------------------------------------- | ---------- | ----------------- | ---------- | ------------ |
| Motores                                              | J79-GE-15  | J79-GE-15         | J79-GE-17A | J79-GE-17A/C |
| Depósito de combustível nº 7                         | não        | não               | sim        | sim          |
| Fonte de energia de emergência                       | sim        | sim               | não        | não          |
| Asas dobráveis                                       | sim        | sim               | não        | não          |
| Canhão interno                                       | não        | não               | sim        | não          |
| Radar                                                | AN/APQ-100 | AN/APQ-109        | AN/APQ-120 | AN/APQ-120   |
| Computador de Intercepção                            | AN/APA-157 | AN/APA-157 ou 165 | AN/APQ-120 | AN/APQ-120   |
| Visor óptico                                         | nenhum     | AN/ASG-22         | AN/ASG-26  | AN/ASG-30    |
| TISEO                                                | nenhum     | nenhum            | AN/ASX-1   | nenhum       |
| Receptor de radar e aviso                            | nenhum     | nenhum            | nenhum     | AN/APR-38    |
| Computador de tiro                                   | nenhum     | AN/ASQ-91         | AN/ASQ-91  | AN/ASQ-91    |
| Sistema navegação inercial                           | AN/ASN-48  | AN/ASN-63         | AN/ASN-63  | AN/ASN-63    |
| Computador de navegação                              | AN/ASN-46  | AN/ASN-46A        | AN/ASN-46A | AN/ASN-46A   |
| Depósitos combustível auto vedante                   | não        | não               | sim        | sim          |
| Sistema de ajuda ao bombardeamento de baixa altitude | AN/AJB-3   | AN/AJB-5          | AN/AJB-7   | AN/AJB-7     |

- YF4H-1

Protótipo de avaliação, dois construídos (Nºs 142259 e 142260) propulsionado por dois General Electric J79-GE-3A, entradas de ar com rampa fixa e rebordos curvilíneos. Fez o primeiro voo em Lambert Field  St Louis pilotado por Robert C. Little no dia 27 de Maio de 1958.
- F-4A (F4H-1F)

21 protótipos e 24 unidades de pré-produção para treino de tripulações da US Navy, construídas no padrão F4H-1F.
No início os F4H-1F eram bastante próximos do aspecto exterior dos YF4H-1. Como resultado da experiência adquirida nos testes, foram sendo progressivamente modificados:
1. Geometria das tomadas de ar alterada, os rebordos passaram a ser direitos, a rampa fixa foi substituída por uma dupla com capacidade basculante até 10 graus.
2. Instalação de um sensor de infravermelhos na parte inferior do nariz.
3. Aumento do diâmetro de 61 cm para 84 cm no alojamento do radar, permitindo a utilização do AN/APQ-72, substituindo o AN/APQ-50.
4. Alteração do cockpit[nota 9] elevando as canopies[nota 10] para permitir uma maior visibilidade frontal, espaço acima da cabeça do "RIO"[nota 11] aumentado, deixando de estar parcialmente carenado na fuselagem.[3][4]

- TF-4A

Por não estarem de acordo com um único padrão de construção e terem como missão primária o treino de tripulações da US Navy  os F-4A referidos no ponto anterior eram também designados TF-4A.
Prestaram serviço nos esquadrões de treino VF-101 e VF-121.
- F-4B

Primeira versão construída em larga escala para a US Navy e Marines como interceptor embarcado e avião de ataque respectivamente. Primeiro voo em 27 de Março de 1961. Entrada em serviço Outubro de 1961. Construídas 649 unidades, última entrega em Janeiro de 1967.
Equipado inicialmente com o radar AN/APQ-72, logo substituído pelo melhorado AN/APQ-100, e o sistema de bombardeamento de baixa altitude AN/AJB-3 principalmente para a utilização da bomba nuclear B61. Era armado com 4 mísseis AIM-7D Sparrow III guiados por iluminação radar e 4 AIM-9B Sidewinder guiados por infravermelhos. O F-4B tal como outras versões posteriores era equipado com o assento de ejecção Martin Baker Mk 7 no entanto entre os modelos da US Navy e da USAF existiam pequenas diferenças. 29 aviões foram emprestados à USAF para treino de instrutores e equipes de manutenção, recebendo temporariamente os números de série da USAF 62-12168 a 62-12196. Não obstante os primeiros dois terem sido abusivamente designados F-110 Spectre nunca deixaram de ser F-4B.
- RF-4B

Embora a McDonnell tenha incluído na proposta inicial um modelo de reconhecimento (Modelo 98P),

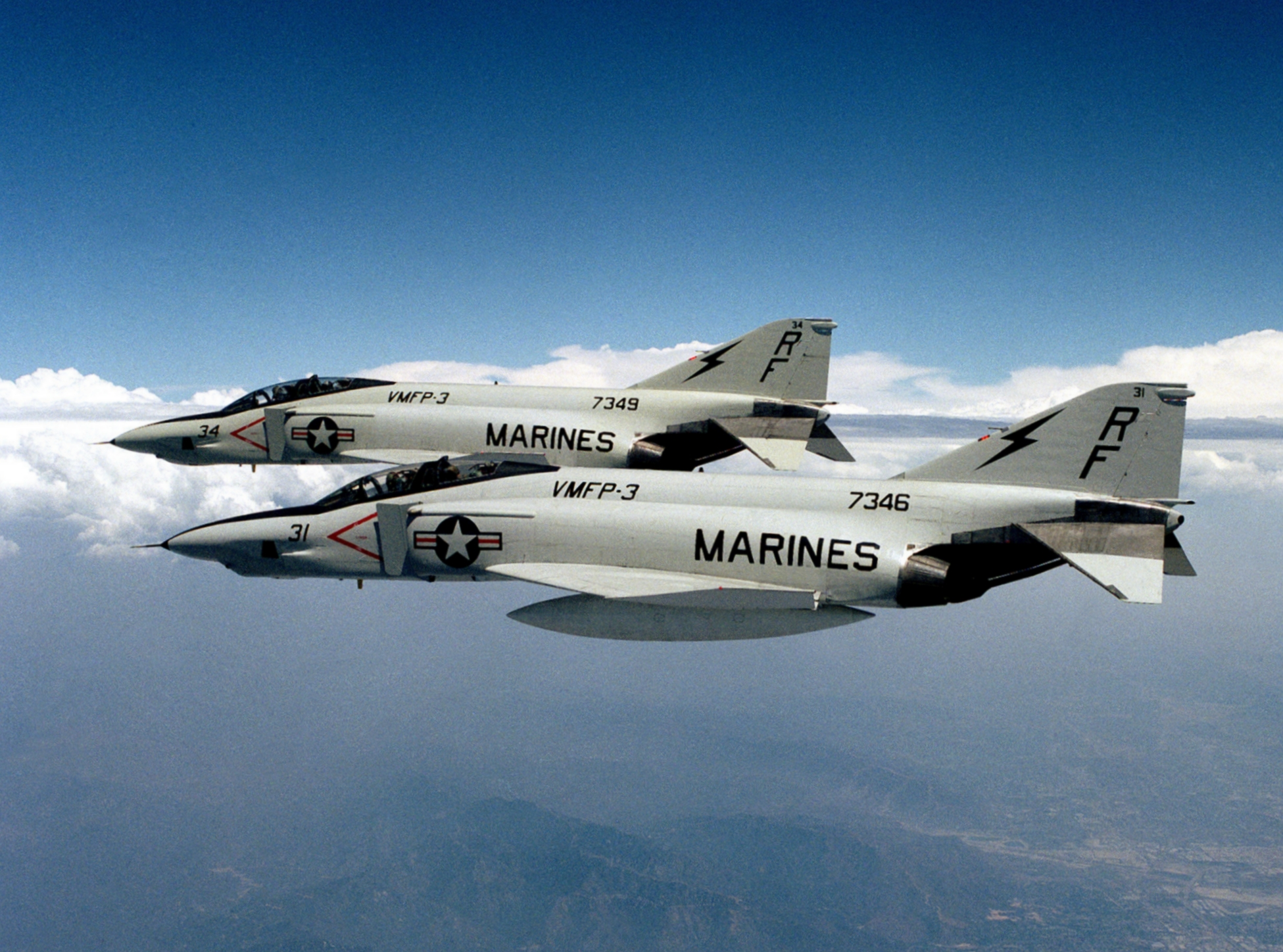
Dois RF-4B do esquadrão de foto.reconhecimento dos Marines

 a US Navy não mostrou particular interesse, até surgir o RF-4C da USAF. Em Fevereiro de 1963 os Marines obtiveram autorização para encomendar os primeiros nove de um total de 46 RF-4B, cujo primeiro voo teve lugar em St Louis no dia 12 de Março de 1965. As entregas foram ocorreram entre Maio de 1965 e Dezembro de 1970..
Os primeiros 36 RF-4B nºs de série 151975 a 151983 e 153089 a 153115, montavam os mesmos motores e a fuselagem do F-4B, os restantes 10, nºs de série 157342 a 157351, usavam a fuselagem do F-4J e mantinham os motores do F-4B. Em 1975 a McDonnell transformou um RF-4B que serviu de protótipo para a modernização dos restantes 28 sobreviventes. Ainda em 1975 foram reagrupados num único esquadrão o VMFP-3 baseado
em El Toro, onde terminaram a sua vida operacional em Agosto de 1990.
- DF-4B

Designação que identifica um pequeno número de F-4B modificados pela US Navy, para servirem de alvos  controlados  remotamente (drones).
- EF-4B

Designação dada a uns poucos F-4B para uso do Esquadrão VAQ-33, providos de equipamento de interferência e contra medidas electrónicas, para serem usados como inimigos (electronic agressor) no treino dos pilotos da US Navy.
- NF-4B

Designação dada a alguns F-4B, convertidos permanentemente em aviões de pesquisa e desenvolvimento.
- QF-4B

Designação aplicada a pelo menos 44 F-4B descomissionados e convertidos para servirem de alvos, com controlo remoto e capacidade de manobra a velocidade supersónica. Usados essencialmente no desenvolvimento de novos mísseis. Alguns serviram de alvos no desenvolvimento do sistema de mísseis superfície-ar MIM-104 Patriot.
- F-4C

Versão para a USAF, quase idêntico ao F-4B da US Navy, construídos 583 exemplares. Primeiro voo  em 27 de Maio de 1963, entrada em serviço operacional em 20 de Novembro do mesmo ano, os dois últimos aviões foram entregues em Abril de 1966.

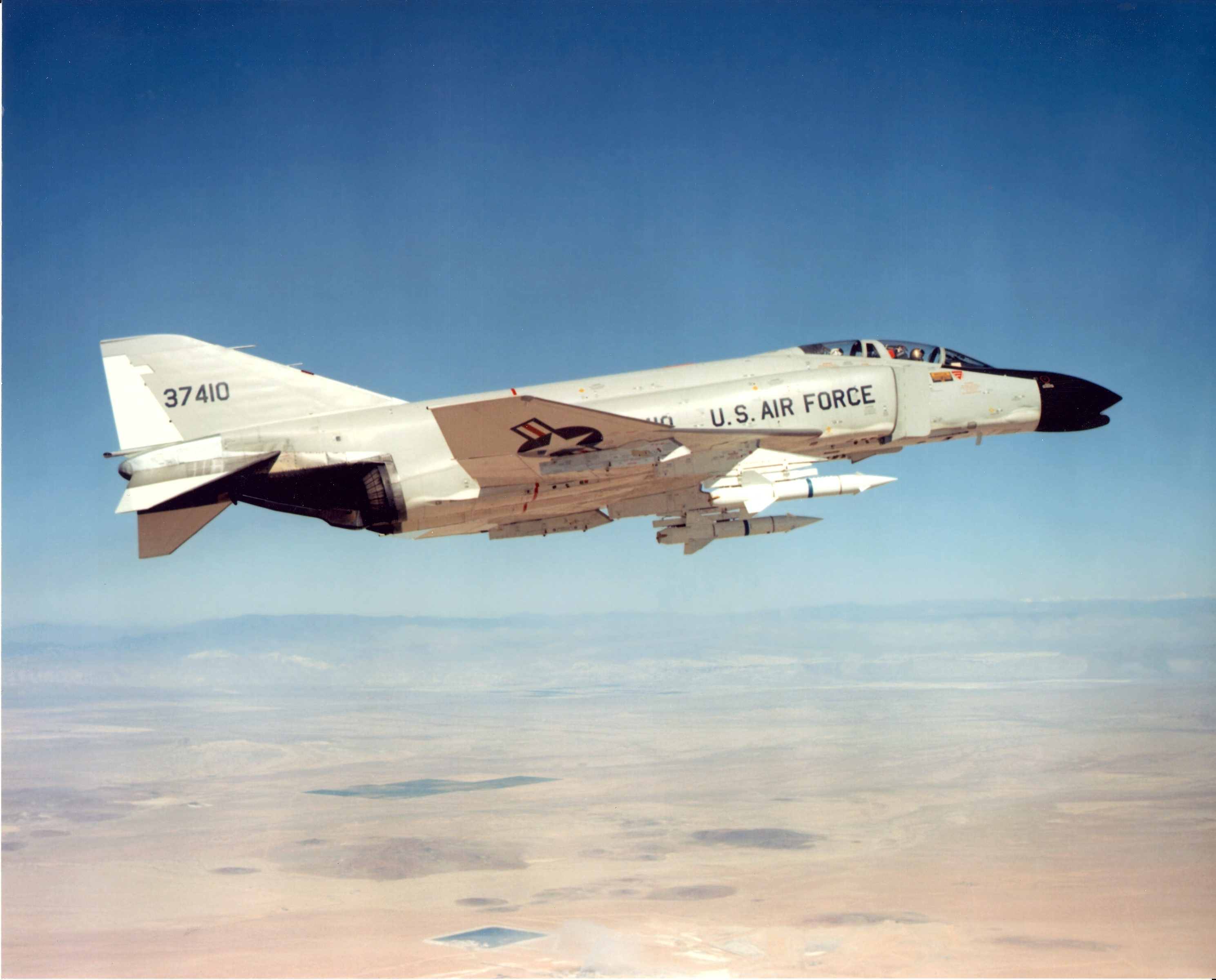
F-4C nº de série 63-7410. Este avião foi o terceiro construído para a USAF e despenhou-se em Janeiro de 1981.

Entre 1965 e 1966 nos aviões de produção inicial foram descobertas fugas de combustível nos tanques das asas, que tinham de ser selados após cada voo. Entre Junho de 1966 e Dezembro de 1967. foram perdidos 6 F-4C, devido a problemas com um êmbolo de controlo da deriva dos ailerons e em 1968 foi descoberto um deficiente isolamento de alguns terminais eléctricos. A resolução destes dois problemas demorou quase um ano afectando radicalmente a operacionalidade.
Quatro F-4C estabeleceram um recorde não oficial de endurance, quando aterraram na base da USAF de MacDill, no dia 2 de Dezembro de 1964, após um voo contínuo de 18 Horas e percorridos quase 17 000 Km, necessitando de vários reabastecimentos em voo.
No final de 1973 dos 583 F-4C produzidos já só restavam 291, que começaram a ser transferidos para a Guarda Nacional.
- RF-4C

Versão equivalente ao F-4B usada pelos Marines. Desenvolvido a partir do F-4C com o nariz mais comprido, para alojar os sensores ópticos, infravermelhos e electrónicos, radar prospectivo (de visão frontal)  para mapeamento do terreno e penetração a baixa altitude, radar panorâmico lateral e equipamento de comunicações de alta frequência. Tal como o F-4C estava habilitado a lançar armamento nuclear (bombas de queda livre) em modo visual.

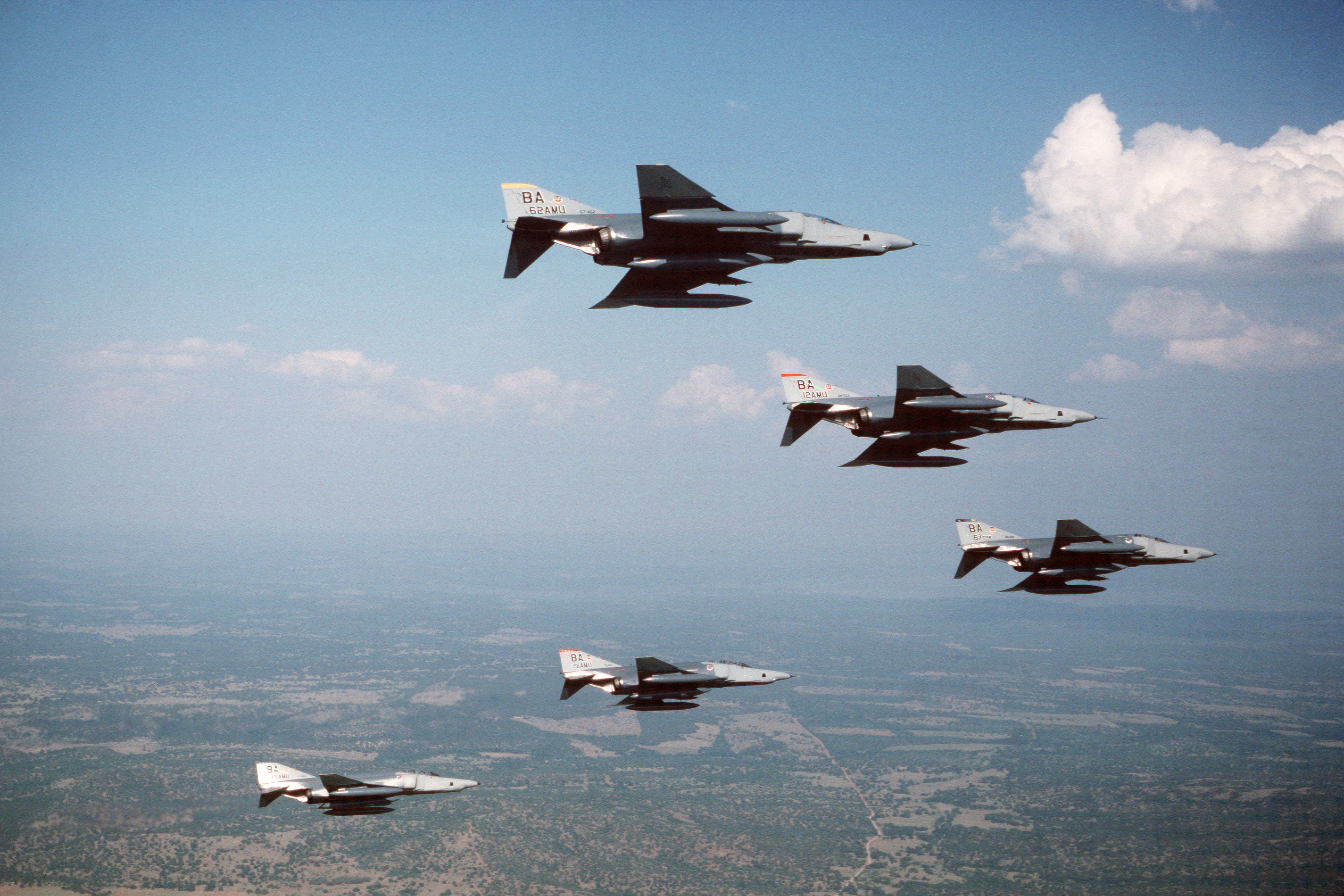
Formação de 5 RF-4C em Maio de 1988

O processo para a sua aquisição têm início em Maio de 1962. Devido ao facto de haver falta e urgência dos F-4C, foram comprados e convertidos, como expediente para ganhar tempo, seis F-4B da US Navy, os quais foram usados para o desenvolvimento e avaliação do projecto de avião de reconhecimento táctico da USAF. A 29 de Outubro de 1962 é feita a inspecção à maqueta do projecto, sendo solicitadas cerca de 150 modificações, como um melhor acesso às câmaras fotográficas e aos sensores, foi também solicitado um radar prospectivo (de visão frontal) menos sofisticado.
Adquiriu capacidade operacional em Agosto de 1965, apesar de não totalmente equipado e ou com equipamento não totalmente qualificado, entre os quais:
- As câmaras fotográficas KS-72 necessitavam de luz para fotografarem à noite. Como medida interina, foram adoptados flashes descartáveis que além de não serem completamente satisfatórios, tinham a desvantagem de alertar o inimigo!
- Tal como o F-4C as aterragens frequentes originavam vazamentos nas tubagens de combustível nos tanques das asas.
- As vibrações da fuselagem que nos voos de teste de grau dois, já tinham sido identificadas e suspeitas de originar problemas nos sensores, causavam distorção nas imagens dos equipamentos ópticos.

Apesar destas e de outras falhas, teve um desempenho extraordinário no Vietname onde todos os dias desafiava as defesas aéreas Norte-Vietnamitas, com um índice de perdas incrivelmente baixo.
A procura de novos e melhores equipamento, retardou uma modernização que só teve lugar em 1972. Foram adquiridos 499 unidades incluindo os seis F-4B comprados à US Navy.
- EF-4C Wild Weasel IV

Desenvolvimento Wild Weasel do F-4C, paralelo ao do F-105 Wild Weasel III, destinado a detectar e destruir os mísseis Superfície-Ar (SAM) Norte-Vietnamitas. 
Tanto o F-100F como o F-105F, sempre foram tidos como uma solução Wild Weasel interina, até à chegada do EF-4C. No entanto a sua entrada em serviço revelou-se problemática, entre os inúmeros problemas destacavam-se:
1. Falta de espaço para alojar o equipamento necessário.
2. Interferência electrónica entre os equipamentos do sistema.
3. Vibrações mecânicas no receptor panorâmico, montado num dos  alojamentos traseiros do míssil Sparrow.

Um importante esforço, coroado de êxito, foi efectuado no verão de 1969, permitindo a adaptação de 36 F-4C para a configuração EF-4C Wild Weasel IV. A designação EF-4C nunca se tornou oficial.
- F-4D

Foram construídos 793 exemplares para a USAF entre 1966 e 1968. Modelo com capacidade de bombardeamento, melhorada e 
um novo radar AN/APQ-109, adicionado mais um tanque de combustível, dado destaque à utilização do míssil en:AIM-4 Falcon guiado por infravermelhos. Devido à urgência da sua entrada em serviço herdou a maioria dos defeitos do F-4C.
- EF-4D

Designação dada a pelo menos quatro F-4D (65-0657, 65-0660, 66-7635 e 66-7647) modificados como protótipos para pesquisa e testes de equipamento Wild Weasel V, mais tarde adoptados pelo F-4G.
- F-4E

Principal versão da USAF e de exportação. Equipado com um canhão M61 Vulcan montado na secção inferior do nariz e um depósito de combustível, o sétimo, na traseira para equilibrar o centro de gravidade, novos motores mais potentes General Electric J-79-GE-17, estabilizador ranhurado e a partir de 1972 slats que permitem aumentar a agilidade em voo e blindagem de algumas partes do avião para proteger sistemas importantes, são as características mais evidentes que o diferenciam do antecessor.
A directiva do Departamento de Defesa dos Estados Unidos reconhecendo as limitações do F-4C e D, pedia claramente um aumento:

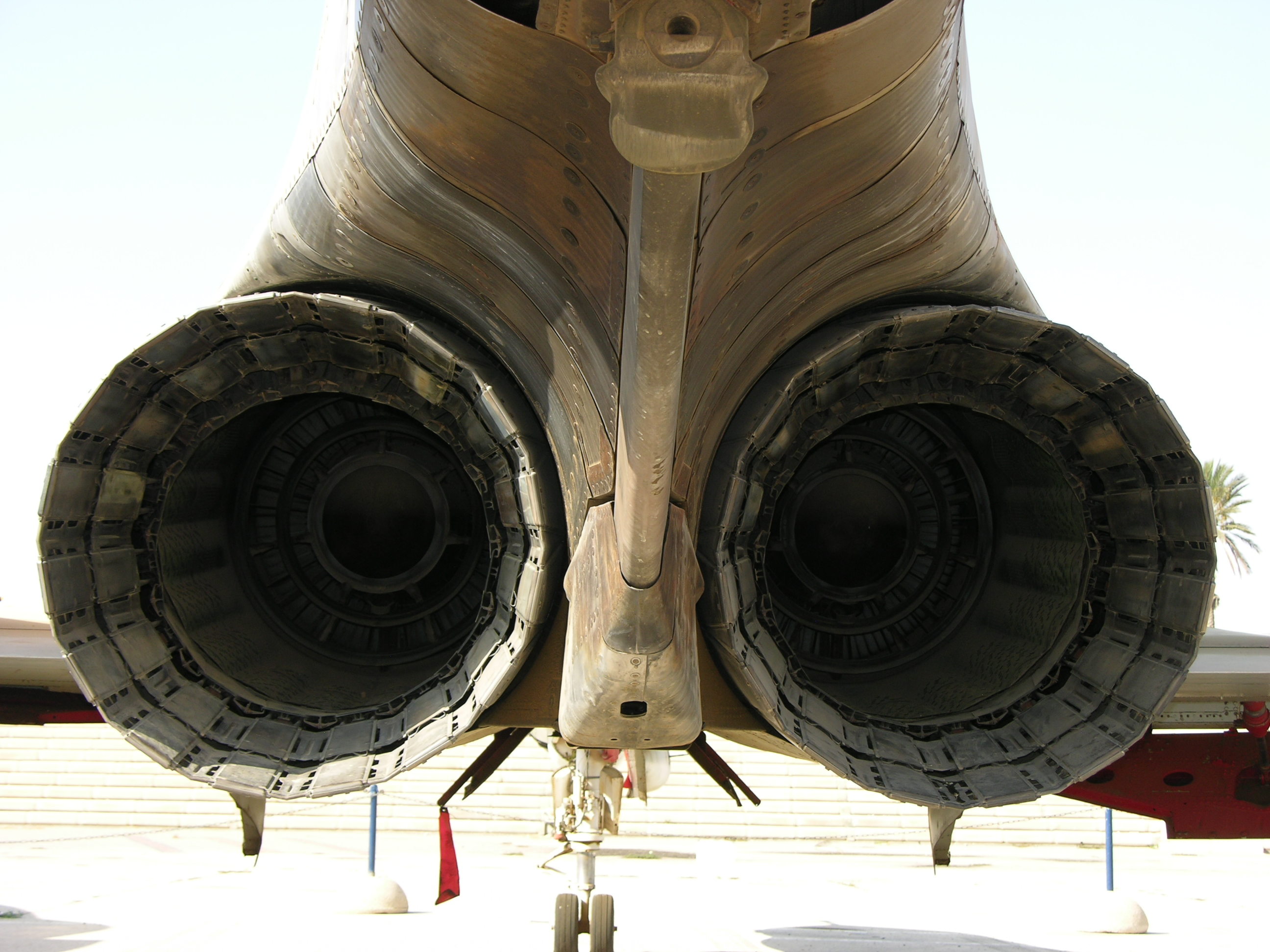
Vista traseira do F-4E

- Da capacidade de operar em todas as condições meteorológicas.
- Da capacidade de combate aéreo.
- Da capacidade de operar a baixa altitude.

recomendava ainda:
- A substituição, do mais barato e versátil mas de menor eficácia, AIM-4 Falcon pelo AIM-9 Sidewinder.
- Desinstalação do sensor de infravermelhos. A sua aplicação não justificava o custo.
- Desinstalação do Datalink de 2 vias. Demasiado caro para um uso táctico limitado.

Voou pela primeira vez em 30 de Junho de 1967 e tornou-se operacional a três de Outubro do mesmo ano. Apesar de existirem alguns problemas, como falta de peças de substituição, a falta de novos motores, a tendência que os primeiros motores tinham para se apagarem ou então para se incendiarem, a falta do novo radar AN/APQ-120  ou os problemas de juventude do radar ou ainda o sistema de controlo de tiro associado ao radar que apesar das muitas modificações continuava imperfeito em finais de 1972 e ainda o eterno problema de todas as versões, o rasto de fumo preto proveniente dos motores, que apesar dos esforços da General Electric da Marinha e da Força Aérea se mantinha, denunciando a sua presença a quilómetros de distância, foi enviado para o Vietname a 13 de Novembro de 1968.
Em 1973 a Força Aérea decidiu avançar com a primeira modernização, a que chamou Pave Spike, capacitando 106 F-4D e 211 F-4E para o lançamento de armamento guiado por laser. Mais tarde em Abril do mesmo ano foi lançado um novo projecto, para prolongar a vida de todos os F-4 e RF-4C das 3000 para as 4500 horas de voo.
- F-4EJ

Desenvolvimento do F-4E, para atender as especificações Japonesas. Não possui equipamento ou qualquer capacidade de usar armas ofensivas ar-solo. Foi optimizado para a defesa aérea, inicialmente não tinham também capacidade de reabastecimento em voo, situação que foi corrigida. 140 unidades construídas das quais 127 no Japão sob licença, o último de construção Japonesa, que foi de facto o último a nível mundial, foi entregue em Maio de 1981.
- EF-4E

Designação dada a alguns F-4J usados pelo esquadrão VAQ-33 no papel de inimigo de contra medidas electrónicas (electronic agressor).
- RF-4E

Versão que combinava a capacidade de reconhecimento electrónica e fotográfica do F-4C com a maior parte da fuselagem e motores do F-4E. Versão desarmada produzida apenas para o mercado de exportação. O primeiro foi encomendado pela Deutsche Luftwaffe em Janeiro de 1969 e os últimos foram entregues à Grécia e Turquia em 1978. Construídos 132 exemplares.
- RF-4EJ

Versão desarmada de reconhecimento do F-4EJ, 14 unidades construídas e entregues entre Novembro e 1974 e Junho de 1975.
- F-4F

Versão exclusiva para a Deutsche Luftwaffe. Basicamente é um F-4E, simplificado, mais leve, mais barato e incorporando componentes de fabrico Alemão sob licença, pelas MBB, VFW-Fokker e Motoren-und-Turbinenen-Union. O depósito de combustível nº sete foi retirado, o equipamento destinado a operar o AIM-7 Sparrow foi eliminado, o radar AN/APQ-120 foi simplificado. Náo tinha capacidade para transportar e lançar armas nucleares e também náo estava habilitado a transportar e lançar alguns tipos de armas ar-solo, como o AGM-65 Maverick, AGM-45 Shrike e AGM-62 Walleye.

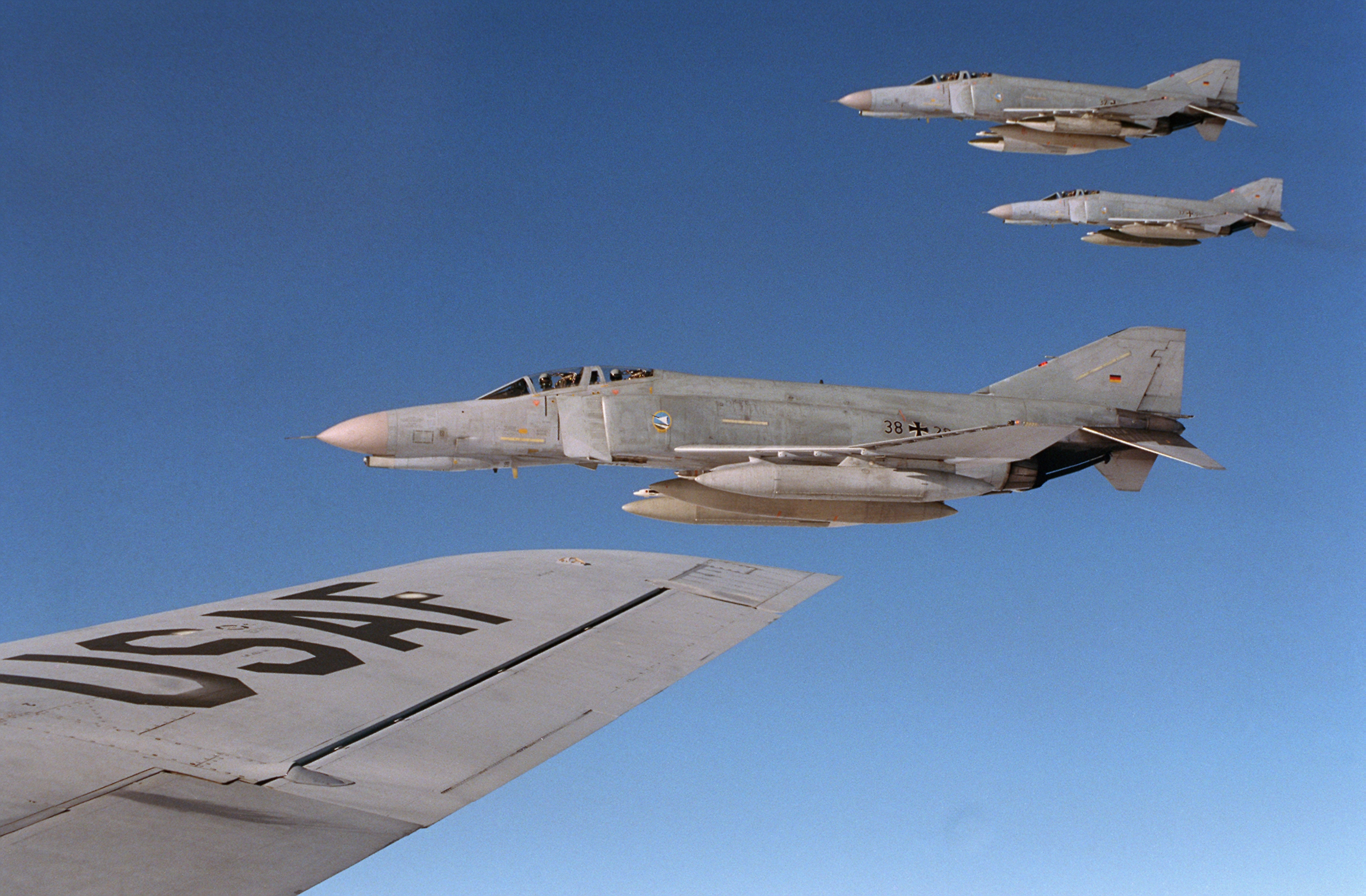
Três F-4F fotografados de um KC-135 da USAF.

O primeiro F-4F voou a 18 de Maio de 1973, foram adquiridas 175 unidades, nºs de série da Deutsche Luftwaffe 3701 a 3875, por questões contratuais também usavam nºs de série da USAF, 72-1111 a 72-1285. As entregas começaram em Setembro de 1973 e finalizaram em Abril de 1976. Entre 1980 e 1983 sofreram uma pequena actualização, ficando capacitados para transportar e lançar os mísseis ar-ar AIM-7 Sparrow e ar-solo AGM-65 Maverick e também o novo modelo AIM-9L Sidewinder, foi introduzido um novo computador digital e contra medidas electrónicas (ECM) avançadas, e a capacidade de reabastecimento em voo foi reposta.
Uma posterior modernização, está descrita no tópico F-4F ICE.
- TF-4F

Designação não oficial dada a 12 F-4F da Deutsche Luftwaffe, com controlos de voo duplos, usados para treino das tripulações Alemãs nos Estados Unidos. Posteriormente regressaram à Alemanha e foram revertidos para a configuração original.
- F-4G (versão da US Navy)

Designação atribuída a 12 F-4B, modificados com um sistema de comunicações de dados de duas vias AN/ASW-21, com a finalidade de testar e desenvolver um sistema automático de aterragem em porta-aviões. Usados pelo esquadrão VF-213 a bordo do USS Kitty Hawk (CV-63), na comissão de serviço no Vietname de Novembro de 1965 a Junho de 1966. Um foi abatido por fogo antiaéreo, os restantes onze foram revertidos para a configuração original.
- F-4G Wild Weasel V

Conversão de 116 F-4E para a configuração Wild Weasel V também chamada Advanced Wild Weasel. O canhão interno e o tambor de munições foram removidos para providenciar espaço para alojar o receptor de radar e aviso antecipado, AN/APR-38, este sistema dispunha ainda de 52 antenas que cobriam literalmente toda a fuselagem do avião, podia localizar, identificar e alvejar com mísseis AGM-45 Shrike ou posteriormente o AGM-88 HARM, qualquer radar inimigo que estivesse emitindo.
O F-4G manteve a capacidade de operar o míssil AIM-9 Sidewinder para auto-defesa. No final dos anos 80 passou por um  programa de melhoramentos que o capacitou para lidar com novos desafios.
- F-4J

Segunda versão do F-4 produzida para a US Navy e Marines, representa uma importante melhoria em relação ao anterior F-4B, visualmente distingue-se pela falta da proeminência que alojava o sensor de infravermelhos na parte inferior do nariz, e pelo maior diâmetro nos escapes dos motores.

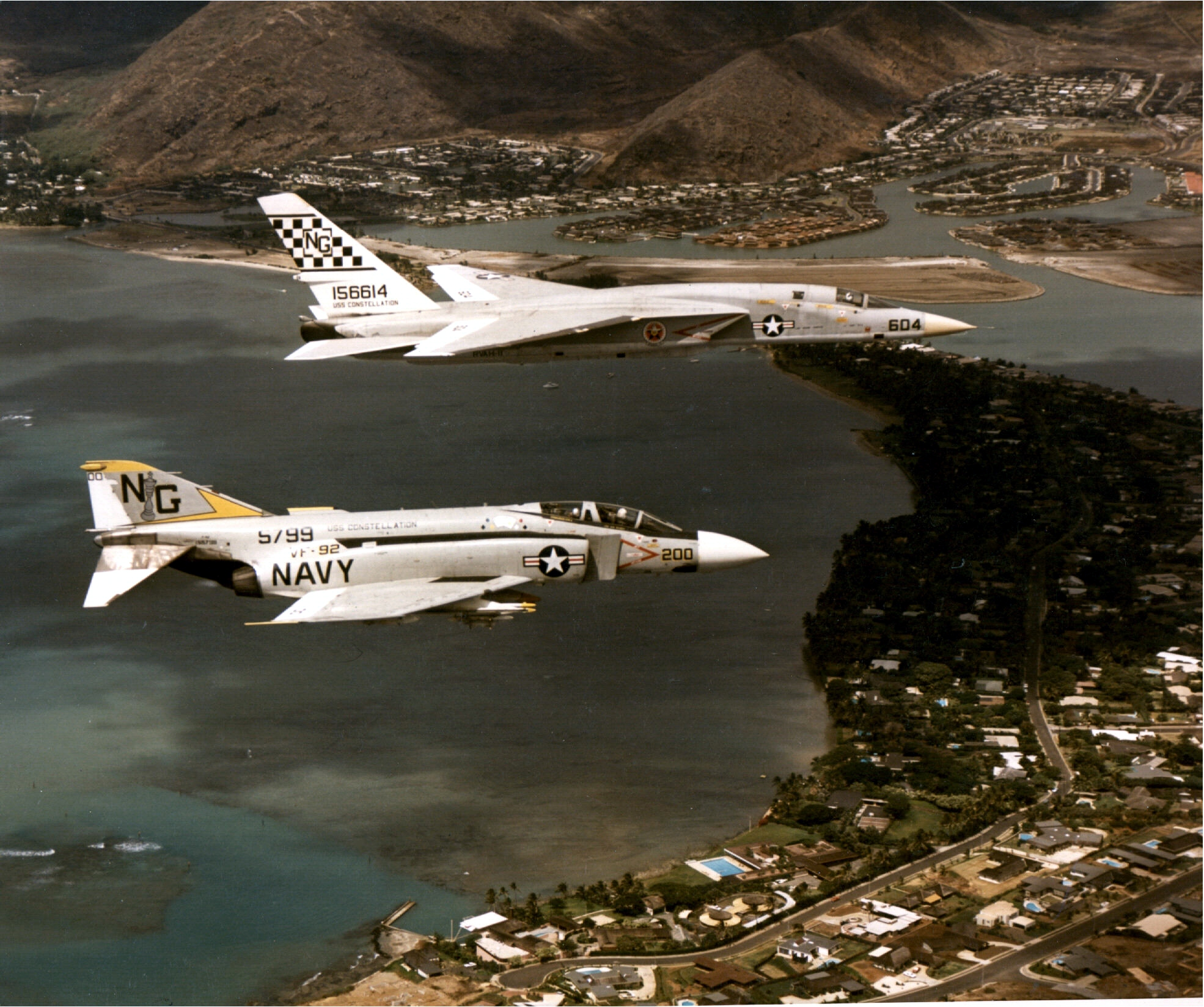
Um F-4J acompanhado de um RA-5C Vigilante no Hawaii em 1971

 Adoptou também o trem de aterragem usado pelas versões da USAF, o que obrigou a alargar a secção das asas onde é alojado.
Foi também equipado com um novo sistema de controlo de mísseis o AWG-10, introduzido um novo radar Doppler o APG-59, melhorados os sistemas de controlo de armas de ataque ao solo, de comunicações, de navegação e o identificador IFF, finalmente foi equipado com os novos motores J79-GE-10.
O primeiro voo do primeiro protótipo aconteceu a 4 de Junho de 1965 e foram todos entregues entre Dezembro de 1966 e Janeiro de 1972. Em 1975 teve início para 302 F-4J dos 522 construídos, um programa que os elevou à configuração padrão F-4S.
- F-4K

Versão embarcada para a Royal Navy, construídas 48 unidades nºs de cauda, XT857 a XT876 e XV565 a XV592, designados Phantom FG MK 1 pelos Britânicos. Apenas 29 serviram na Royal Navy, devido à falta de um segundo porta-aviões como inicialmente previsto, os restantes aviões foram distribuídos à RAF.
- F-4L

Esta designação foi dada a várias propostas apresentadas à US Navy em 1963 e 1964 para uma versão avançada do Phantom. Seriam usados motores Rolls Royce RB 168-25R Spey e o armamento consistiria em seis mísseis AIM-7 Sparrow III de médio alcance e dois AIM-54 Phoenix de longo alcance. O projecto foi abandonado e nenhum protótipo foi construído.
- F-4M

Versão específica para a RAF, onde adquiriu a designação Phantom FGR Mk 2, com motorização Rolls Royce Spey e aviónicos de origem Britânica. Construídos 116 exemplares e entregues entre Julho de 1968 e Outubro de 1969.
Em meados de 1970, quando o SEPECAT Jaguar ficou disponível para uso operacional, os Phantom FGR Mk 2 que até então tinham desempenhado a missão de ataque ao solo, passaram para o papel de intercepção e defesa aérea, substituindo os English Electric Lightning que estavam em fim de carreira. Em finais de 1980 os esquadrões equipados com Phantom FGR Mk 2 começaram a ser reequipados com o Panavia Tornado F MK 3. O esquadrão Nº 1435, com base nas Ilhas Falkland substituiu os seus Phantom em 1992 e no final deste mesmo ano foi retirado o último Phantom FGR Mk 2 mais nenhum voou desde então ao serviço de Sua Majestade. Um total de 32 Phantom FGR Mk 2 foram perdidos em acidentes..
- F-4N

Devido à preocupação com o estado geral da frota de F-4B, foi criado em 1970 o programa Bee Line que contemplava a modernização de 228 F-4B da US Navy e consistia em:
1. Reforço estrutural, expandindo o limite de vida devido a fadiga do material.
2. Renovação de toda a cablagem eléctrica.
3. Novo terminal AN/ASW-25 datalink de via única.[nota 16]
4. Novo sistema de aquisição de alvos para o míssil AIM-9 Sidewinder (SEAM)
5. Sistema de aquisição visual de alvos montado no capacete do piloto (VTAS).
6. Identificador IFF (amigo-inimigo).
7. Novo computador para combate de proximidade (dogfight).
8. Redutor do fumo preto dos motores.
9. Sistema de comunicação automática de altitude.
10. Sistema de contra-medidas electrónicas melhorado.

Voou pela primeira vez em 4 de Junho de 1972.
- QF-4N

Designação que identifica 35 F-4N retirados do serviço operacional e convertidos pela US Navy, como alvos de controlo remoto (Drones).
- F-4S

Modernização aplicada a 265 F-4J, semelhante à conversão dos F-4B para F-4N. O obectivo foi prolongar o tempo de vida do F-4J até à entrada em serviço dos F-14 na US Navy e dos F-18 nos Marines. As principais mudanças foram efectuadas no reforço da estrutura e do trem de aterragem, sistema eléctrico totalmente renovado e a tubagem do sistema hidráulico substituída por tubos de aço inoxidável. Foram ainda introduzidas melhorias ao nível da manobrabilidade, introdução de um novo sistema de navegação e um novo sistema de controlo de armas totalmente digitalizado, finalmente e tentando corrigir o mais persistente problema do F-4, o seu rasto de fumo negro proveniente dos motores, foi aplicado um novo motor o General Electric J79-GE-10B.

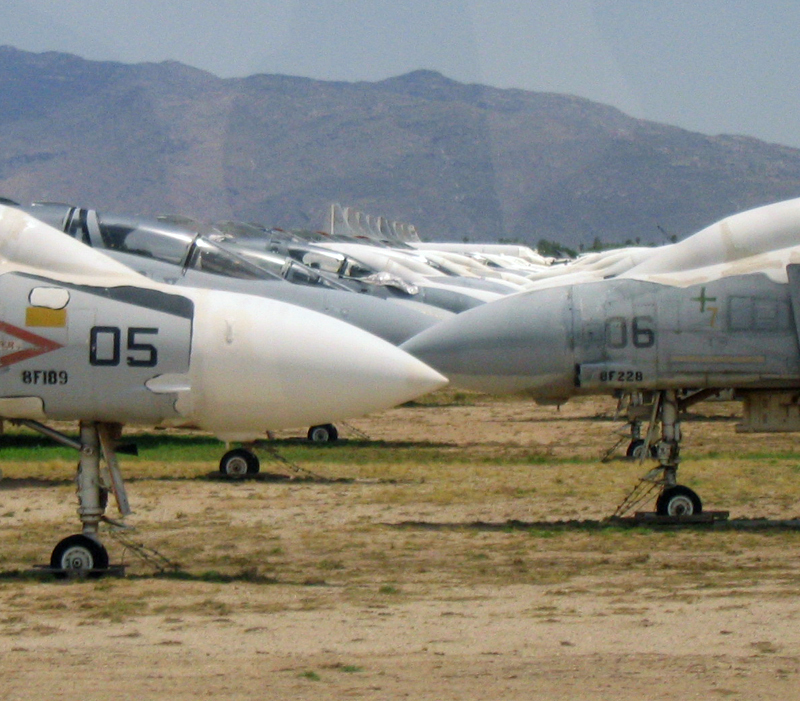
F-4S armazenados no centro de reciclagem (ARMAC) em Tucson

No Início de 1980 a US Navy tinha terminado a substituição dos F-4 pelos F-14, com excepção de seis esquadrões que estavam atribuídos aos mais antigos e mais pequenos porta-aviões, o  USS Midway (CV-41), USS Franklin D. Roosevelt (CV-42) e o USS Coral Sea (CV-43), utilizando F-4N e F-4S. A 24 de Março de 1986 foi efectuado o último lançamento, quando F-4S dos esquadrões VF-151 e VF-161 deixaram o USS Midway (CV-41), para nunca mais serem vistos embarcados, servindo exclusivamente na reserva naval com base em terra. Nos Marines o último F-4S foi abatido ao inventário em Janeiro de 1992, foi também o último F-4 naval a deixar o serviço activo, com excepção dos convertidos em drones.

Pelo menos um F-4S foi convertido em drone adquirindo a designação QF-4S.

### Actualizações de meia vida
- F-4E AUP /|título=F-4E Peace Icarus 2000

Modernização de larga escala dos F-4E da Força Aérea Helénica iniciada em Agosto de 1997 com o nome de código Peace Icarus 2000 com o objectivo de melhorar a eficiência de combate, resultando no programa AUP (Avionics Upgrade Programme) prolongando a vida útil do F-4. Espera-se que este possa servir até 2015.
- F-4EJ-Kai

Programa de modernização dos F-4EJ iniciado em Julho de 1984, com o objectivo de padronizar os caças com as necessidades dos anos 90 e prolongar a sua vida útil até ao ano 2000.
O prmeiro F-4EJ Kai voou e foi aceite em Novembro de 1984. Estava previsto a modernização de 110 dos 125 F-4EJ existentes, mas apenas 96 foram convertidos.
- F-4E Kurnass 2000

Em Israel o F-4 é apelidado Kurnass, 2000 é a designação da conversão destinada a prolongar a vida útil do F-4E por mais quinze anos. O primeiro protótipo voou em Agosto de 1987 e foi aceite em 15 de Julho de 1987 as restantes coversões começaram em 1989, se bem que a substituição do radar apenas tenha acontecido em 1992. De um total de 130 aviões previstos originalmente para serem convertidos, apenas o foram 55 unidades.
Estava também planeado um segundo nível da conversão, designado Super Phantom 2000 no qual era montado o motor en:Pratt & Whitney PW1120, derivado do Pratt & Whitney F100 que motoriza os F-15 e F-16, foi cancelado devido a apertos orçamentais.
- F-4E/2020|título=Terminator

Modernização introduzida em 54 F-4E Turcos pela Israel Aircraft Industries, em tudo semelhante ao  F-4E Kurnass 2000 , aumentando a capacidade de ataque ao solo, ficando aptos a utilizarem mísseis Popeye 1 /|título=2.., e AGM-65 Maverick foi ainda instalado um novo sistema de aquisição de alvos de fabrico Israelita Litening III. Outras modificações foram a introdução de um sistema HOTAS, nova cablagem e revisão da estrutura do avião reforçando os pontos mais sensíveis à fadiga do material e a introdução de uns pequenos apêndices acima das tomadas de ar, para melhorar a manobrabilidade.
- F-4E Simsek

Outra modernização dos F-4 Turcos, introduzindo novos aviónicos, equipamentos de navegação e comunicação digitalizados, novo software e equipamento de voo  para um melhor planeamento das missões e renovação da estrutura do avião. Os trabalhos estão sendo conduzidos pelo, "Centro de Manutenção da Força Aérea" em Eskisehir.
- F-4F ICE (KWS)

ICE designação dada à modernização de fundo do F-4F, inciada em finais de 1983 e destinada a dotar o F-4F com o equipamento capaz de  exigências de combate dos anos 90, servindo também como caça interino, até à entrada em serviço do Eurofighter 2000.
O programa ICE foi delineado para ser executado em duas fases
- Fase 1:

1. Reforço estrutural para prolongar a vida útil para as 6000 horas de voo, com potencial de chegar às 10 000 horas.
2. Implementação de inspecções preventivas.
3. Reforço das áreas com fadiga estrutural comprovada.
4. Adição de um sistema de navegação inercial a laser.
5. Novo computador digital de dados da situação aérea.
6. Novo sistema de comunicações.
7. Instalação de um barramento de dados digital

- Fase 2

1. Substituição da versão simplificada do radar AN/APQ-120 pelo Hughes AN/APG-65, produzido sob licença na Alemanha.
2. Adição de um computador digital de controlo de tiro, aumentando a capacidade do computador de controlo de armamento.
3. Novo monitor do radar, com controle por toque.
4. Capacidade para transportar e lançar o AIM-120 AMRAAM

Apesar desta modernização o F-4F continuava com algumas fraquezas, como a falta de um identificador IFF.

### Versões Especiais /|título=Propostas
- YRF-4C /|título=PACT /|título=CCV

Protótipo da versão F-4C com o número de cauda 62-12200, usado como:

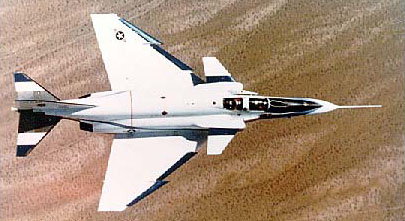
YRF-4C c/ nº de seríe 62-12200, usado no programa de pesquisa CCV.

1. Protótipo do F-4E. Primeiro voo a sete de Agosto de 1965
2. Plataforma de testes para o sistema fly-by-wire .[nota 22] Primeiro voo a 29 de Abril de 1972
3. Avião de demonstração da tecnologia fly-by-wire. Ficando conhecido como F-4 PACT. (Precision Aircraft Control Technology)[nota 23] Primeiro voo a 29 de Janeiro de 1973
4. Avião de teste para o programa de pesquisa CCV (Control Configured Vehicle).[nota 24] Adicionados canards na parte superior das tomadas de ar e centro de gravidade recuado para a traseira do avião de modo a torná-lo instável quando em voo. Ficou conhecido como F-4CCV, fez o primeiro voo em 29 de Abril de 1974 num total de 30 voos de teste.

Após ter completado os testes do programa CCV o 62-12200, foi doado ao museu da Força Aérea na Base Aérea de Wright-Patterson,   em 5 de Dezembro de 1975 onde se encontra em exposição estática.
- F-4(HL)

Proposta de 1966 feita pela McDonnell Douglas à Royal Navy para uma versão do F-4M melhorada. Projecto abandonado por falta de interesse da Royal Navy.
- F-4J(FV)S / =F-4M(FV)S

Proposta da McDonnell Douglas em 1966, para uma versão de geometria variável baseada no F-4J, encarada como alternativa ao falhado General Dynamics/Grumman F-111B e mais acessível que o futuro F-14 Tomcat. Projecto cancelado, quando a US Navy e a Royal Navy não mostraram interesse suficiente para a construção de um protótipo, particularmente a US Navy chegou a declarar que esta versão não seria um desafio para o Grumman G-303 que mais tarde daria origem ao F-14 Tomcat.
- F-4P /|título=F-4Q / F-4R

Designações nunca atribuídas a qualquer variante do F-4 Phantom II
- F-4T

Não passou de uma proposta da McDonnell Douglas no final dos anos 70 para um avião de superioridade aérea, tendo como base o F-4E. Toda a capacidade de usar e realizar tarefas de ataque ao solo era descartada, sendo optimizada a componente de combate aéreo, nomeadamente com a introdução de um sistema de controlo de armas totalmente digitalizado. Não houve qualquer interesse por parte de potenciais clientes e o projecto foi abandonado.
- F-4X

Proposta para um avião baseado na fuselagem padrão do F-4E, capaz de atingir velocidades de cruzeiro de Mach 2.4 e velocidade máxima de Mach 3.2. Configurado como avião de reconhecimento seria capaz de cobrir 62 000 Km2 em quatro minutos, viajando a 4 100 Km/h. Foi cancelado.
- Super Phantom

Programa de modernização proposto conjuntamente pela Boeing e a Pratt & Whitney, que consistia na modernização dos aviónicos e propulsão assegurada por dois motores Pratt & Whitney PW1120. Já anteriormente a McDonnell tinha rejeitado uma proposta semelhante, argumentando que era uma tecnologia envelhecida, mas sobretudo temendo a concorrência para o F-15 Eagle que esperava vender.

## Sinopse
| Variantes                                             | Construídos | Notas                                                               |
| XF4H-1                                                | 2           | Protótipos                                                          |
| F-4A                                                  | 45          | Produção inicial, a maioria para testes e desenvolvimento           |
| F-4B                                                  | 649         | Primeira versão para a US Navy e US Marines                         |
| F-4C                                                  | 583         | Versão inicial para a USAF                                          |
| F-4D                                                  | 825         | Evolução do F-4C optimizada para ataque ao solo                     |
| F-4E                                                  | 1387        | Versão principal da USAF e de exportação, adicionado canhão interno |
| F-4EJ                                                 | 140         | Versão do F-4E para uso do Japão                                    |
| F-4F                                                  | 175         | F-4E simplificado para uso da Deutsche Luftwaffe                    |
| F-4J                                                  | 522         | Versão final para a US Navy e US Marines                            |
| FG.1                                                  | 52          | F-4K para a Royal Navy (incluídos 2xYF-4K)                          |
| FGR.2                                                 | 118         | F-4M para a RAF (incluídos 2xYF-4M)                                 |
| Total → 4,498 caças F-4 Phantom construídos           |             |                                                                     |
| YRF-4C                                                | 2           | Protótipo para as variantes de reconhecimento da USAF               |
| RF-4B                                                 | 46          | Versão de reconhecimento usada pelos US Marines                     |
| RF-4C                                                 | 503         | Principal versão de reconhecimento da USAF                          |
| RF-4E                                                 | 146         | Versão de reconhecimento para exportação                            |
| Total → 697 F-4 Phantom de reconhecimento construídos |             |                                                                     |
| Produção total do F-4 Phantom → 5,195                 |             |                                                                     |

| Variantes | Convertidos | Notas                                 |
| F-4N      | 243         | Modernização do F-4B                  |
| F-4S      | 302         | Modernização do F-4J                  |
| F-4G      | 116         | Conversão Wild Weasel do F-4E da USAF |

## Utilizadores
| Os pilotos e todos os que trabalharam com o F-4, apelidaram-no com vários nomes, mas "burro de carga" foi o mais elogioso de todos. Um avião com o qual se podia contar, um avião que fazia tudo o que lhe era pedido, um avião que cumpria a sua missão e trazia o seu piloto de regresso a casa. |
| --- |